# Berden de Vries
Berden de Vries, né le 10 mars 1989, est un coureur cycliste néerlandais, professionnel au sein de l'équipe Roompot-Nederlandse Loterij de 2015 à 2017.

## Biographie
Berden de Vries naît le 10 mars 1989 aux Pays-Bas.
Durant sa jeunesse, Berden de Vries pratique le patinage de vitesse. En 2008, il est médaillé de bronze du championnat du monde allround junior (en), devancé par ses coéquipiers Jan Blokhuijsen et Koen Verweij.
Après avoir arrêté ce sport, il intègre l'équipe cycliste  Ruiter-Dakkapellen en 2011. En 2012, il est neuvième du Tour du Loir-et-Cher, onzième du championnat des Pays-Bas du contre-la-montre. En 2013, il intègre l'équipe continentale Jo Piels. Cette année-là, il est deuxième de la Boucle de l'Artois, dixième du Tour du Loir-et-Cher. En 2014, il remporte notamment l'Olympia's Tour. Il prend la septième place du championnat des Pays-Bas sur route, parmi les professionnels, et la sixième place de l'Arnhem Veenendaal Classic.
En 2015, il devient coureur professionnel au sein de la nouvelle équipe Roompot, qui prend le nom de Roompot Oranje Peloton au cours du mois de mars.
Au mois de septembre 2016, il prolonge son contrat avec la formation néerlandaise Roompot-Oranje Peloton.
En 2017, à l'issue d'une saison marquée par des blessures et douze chutes, il n'est pas conservé par Roompot. Ne parvenant pas à trouver un employeur pour 2018, il met fin à sa carrière.

## Palmarès et classements mondiaux

### Palmarès sur route
- 2013[1]
  - 2e de la Boucle de l'Artois
- 2014
  - Olympia's Tour :
    - Classement général
    - 1re et 2e (contre-la-montre par équipes) étapes

  - 2e de l'Omloop Houtse Linies
- 2017
  - 3e du Stadsprijs Geraardsbergen

### Classements mondiaux
| Année           | 2013 | 2014 |
| --------------- | ---- | ---- |
| UCI Europe Tour | 327e | 113e |